# Witica
Witica is een geslacht van spinnen uit de  familie van de wielwebspinnen (Araneidae).

## Soorten
- Witica alobatus (Franganillo, 1931)
- Witica cayanus (Taczanowski, 1873)
- Witica crassicaudus (Keyserling, 1865)